# Diméthylsilane
Le diméthylsilane est un composé chimique de formule SiH2(CH3)2. Gaz incolore pyrophorique à l'odeur douceâtre et nauséeuse, il est très inflammable — point d'éclair inférieur à −30 °C et point d'auto-inflammation de 205 °C — et forme des mélanges explosifs avec l'air, ses limites d'explosivité étant de 1,2 % et 74 % en volume, soit une concentration de 30 à 1 851 g/m3.
Le diméthylsilane s'hydrolyse dans l'eau et les acides en donnant du diméthylsilanediol Si(OH)2(CH3)2 et de l'hydrogène H2, qui s'enflamme souvent immédiatement.
Il peut être obtenu en quantité par l'action du dichlorosilane SiH2Cl2 sur du diméthylzinc Zn(CH3)2 gazeux, réaction qui donne également du chlorure de méthylzinc ClZnCH3 :
SiH2Cl2 + 2 Zn(CH3)2 ⟶ SiH2(CH3)2 + 2 ClZnCH3.
On peut également le produire en réduisant du diméthyldichlorosilane SiCl2(CH3)2 avec un réducteur approprié, comme l'aluminohydrure de lithium LiAlH4.
Il est utilisé en dépôt chimique en phase vapeur (CVD) dans l'industrie des semi-conducteurs, par exemple pour la production de diélectriques low-κ (en).